# 阿兰山谷
阿兰山谷（西班牙語：Valle de Arán）是西班牙加泰罗尼亚莱里达省的一个山谷，也是莱里达省的一个县。阿兰山谷县总面积633.6平方公里，总人口10090（2013年），人口密度16人/平方公里。行政中心位于别利亚-米查兰。
阿兰山谷县辖有9个市镇。